# Sidorowskoje (rejon griazowiecki)
Sidorowskoje (ros. Сидоровское) – wieś w Rosji, w rejonie grazowieckim obwodu wołogodzkiego. W 2002 liczyła 142 mieszkańców, z kolei w 2010 populacja miejscowości wynosiła 117 osób.